# Dzsamál Zídán
Zsamál Zídán (Algír, 1955. április 28. – ) algériai válogatott labdarúgó.

## Pályafutása

### Klubcsapatban
1972 és 1976 között az USM Alger, 1976 és 1977 között a francia Corbeil-Essonnes csapatában játszott. 1977 és 1986 között Belgiumban az FC Eeklo, a Sint-Niklase, a KV Kortrijk és a Thor Waterschei játékosa volt.   

### A válogatottban
1975 és 1988 között 15 alkalommal szerepelt az algériai válogatottban és 4 gólt szerzett. 1975. január 8-án egy Albánia elleni bartságos mérkőzésen mutatkozott be. Részt vett az 1982-es afrikai nemzetek kupáján, illetve az 1982-es és az 1986-os világbajnokságon.
Nem rokona a francia válogatott Zinédine Zidane-nak.